# Ducula brenchleyi
Ducula brenchleyi é uma espécie de ave da família Columbidae.
É endémica das Ilhas Salomão.
Os seus habitats naturais são: florestas subtropicais ou tropicais húmidas de baixa altitude e regiões subtropicais ou tropicais húmidas de alta altitude.
Está ameaçada por perda de habitat.